# Premio UEFA al Mejor Jugador en Europa 2012
El Premio UEFA al Mejor Jugador en Europa 2012 fue un galardón otorgado por la Unión de Asociaciones de Fútbol Europea (UEFA) al mejor futbolista europeo de la temporada. La distinción se entregó en la ciudad de Mónaco, Francia, el 30 de agosto de 2012. El ganador de la segunda edición fue el español Andrés Iniesta, con un total de 19 votos, seguido por los futbolistas Lionel Messi y Cristiano Ronaldo, con 17 votos respectivamente. Por segunda vez un jugador del FC Barcelona lograría ganar de forma consecutiva el premio al mejor futbolista de Europa.
La votación se realizó por parte de un panel de 53 periodistas especializados en fútbol, los cuales votaron en directo. El premio fue entregado por el presidente de la UEFA, Michel Platini.

## Palmarés completo de ganadores y finalistas

### Finalistas
| Posición | Futbolista        | Club              | Puntos |
| -------- | ----------------- | ----------------- | ------ |
| 1        | Andrés Iniesta    | F. C. Barcelona   | 19     |
| 2        | Lionel Messi      | F. C. Barcelona   | 17     |
| 2        | Cristiano Ronaldo | Real Madrid C. F. | 17     |

### Preseleccionados
| Posición | Futbolista     | Club               | Puntos |
| -------- | -------------- | ------------------ | ------ |
| 4        | Andrea Pirlo   | Juventus F. C.     | 90     |
| 5        | Xavi Hernández | F. C. Barcelona    | 57     |
| 6        | Iker Casillas  | Real Madrid C. F.  | 53     |
| 7        | Didier Drogba  | Chelsea F. C.      | 31     |
| 8        | Petr Čech      | Chelsea F. C.      | 14     |
| 8        | Radamel Falcao | Atlético de Madrid | 14     |
| 10       | Mesut Özil     | Real Madrid C. F.  | 10     |

| Predecesor: 2011 | Premio al Mejor Jugador de Europa de la UEFA 2012 | Sucesor: 2013 |